# Гласспорт (Пенсільванія)
Гласспорт (англ. Glassport) — місто (англ. borough) в США, в окрузі Аллегені штату Пенсільванія. Населення — 4475 осіб (2020).

## Географія
Гласспорт розташований за координатами 40°19′33″ пн. ш. 79°53′10″ зх. д. / 40.32583° пн. ш. 79.88611° зх. д. (40.325814, -79.885985).  За даними Бюро перепису населення США в 2010 році місто мало площу 4,63 км², з яких 4,10 км² — суходіл та 0,53 км² — водойми.

## Демографія
Згідно з переписом 2010 року, у селищі мешкали 4483 особи в 1964 домогосподарствах у складі 1141 родини. Густота населення становила 969 осіб/км².  Було 2255 помешкань (487/км²).
Расовий склад населення:
| - 96,2 % — білих - 1,7 % — чорних або афроамериканців - 0,2 % — корінних американців - 0,2 % — азіатів |

До двох чи більше рас належало 1,5 %. Частка іспаномовних становила 1,3 % від усіх жителів.
За віковим діапазоном населення розподілялося таким чином: 19,7 % — особи молодші 18 років, 61,3 % — особи у віці 18—64 років, 19,0 % — особи у віці 65 років та старші. Медіана віку мешканця становила 43,2 року. На 100 осіб жіночої статі у селищі припадало 93,9 чоловіків;  на 100 жінок у віці від 18 років та старших — 92,7 чоловіків також старших 18 років.
Середній дохід на одне домашнє господарство  становив 42 247 доларів США (медіана — 31 681), а середній дохід на одну сім'ю — 52 203 долари (медіана — 41 693). Медіана доходів становила 41 222 долари для чоловіків та 30 556 доларів для жінок. За межею бідності перебувало 15,8 % осіб, у тому числі 19,4 % дітей у віці до 18 років та 13,5 % осіб у віці 65 років та старших.
Цивільне працевлаштоване населення становило 1922 особи. Основні галузі зайнятості: освіта, охорона здоров'я та соціальна допомога — 22,8 %, роздрібна торгівля — 16,1 %, виробництво — 12,3 %, мистецтво, розваги та відпочинок — 10,4 %.